# José Touré
José Touré (født 24. april 1961 i Nancy) er en fransk tidligere fodboldspiller, der som midtbanespiller på det franske landshold var med til at vinde guld ved OL 1984 i Los Angeles. På klubplan spillede han i Nantes, Bordeaux og Monaco i hjemlandet.

## Karriere

### Klubber
Touré debuterede i Division 1 for Nantes i 1979, og han var med til at blive fransk mester med denne klub i 1979-1980 samt i 1982-1983. I 1983 spillede han finale i Coupe de France med Nantes og Paris Saint-Germain, og her scorede han et imponerende mål, hvilket dog ikke var nok, da PSG vandt kampen 3-2.
Efter syv sæsoner i Nantes skiftede Touré i 1986 til Bordeaux, som han var med til at vinde "The Double" med i 1987.

### Landshold
Touré debuterede på det franske U/21-landshold i 1980 og opnåede fire kampe for holdet. Han var derpå med på OL-holdet, der deltog i OL 1984, hvor det for første gang var tilladt at stille med professionelle spillere, når blot de ikke havde spillet VM-kampe. Turneringen var derudover præget at den sovjetisk-ledede boykot af legene, der betød, at alle medaljevinderne fra OL 1980 i Moskva ikke deltog. Frankrig vandt sin indledende pulje, og i kvartfinalen besejrede franskmændene Egypten, mens det i semifinalen gik ud over Jugoslavien efter forlænget spilletid. Finalen blev en kamp mellem Frankrig og Brasilien, og den endte med 2-0 til Frankrig, der dermed fik guld, mens sølvet gik til Brasilien og bronzen til Jugoslavien. Touré spillede de indledende kampe samt kvartfinalen.
Han debuterede på det franske A-landshold i 1983, hvor han scorede i debuten, og han spillede derpå 16 kampe for holdet og scorede i alt fire mål. Han var med til at spille om mesterskabet mellem vinderne af de kontinentale mesterskaber i Sydamerika og Europa i 1985, hvor Frankrig mødte Uruguay. Denne kamp vandt franskmændene 2-0, og Touré scorede det andet mål. Hans sidste kamp blev en venskabskamp mod Irland i 1989. 

## Titler
Division 1
- 1980 og 1983 med FC Nantes
- 1987 med Bordeaux

Coupe de France
- 1987 med Bordeaux

OL
- 1984 med Frankrig